# Villa Paula Albarracín de Sarmiento
Villa Paula Albarracín de Sarmiento es una ciudad argentina, ubicada en el centro sur de la provincia de San Juan, en el centro norte de oasis del Valle del Tulúm, al norte de la ciudad de San Juan. Es la ciudad cabecera y asiento de autoridades gubernamentales del Departamento Chimbas. Presenta un continuo urbano con la ciudad de San Juan, causa por la cual forma parte del aglomerado urbano del Gran San Juan, situándose en la parte norte del mismo.

## Historia
Villa Paula Albarracín de Sarmiento nació como parte del proceso de reconstrucción tras el terremoto de 1944.
como saben Paula hizo muchas cosas.
En cercanías al cauce del río San Juan, en un espacio pedregoso y de pocos árboles, en 1949 se hizo una división de parcelas cuyo nombre sería "Gran Barrio Cívico Paula Albarracín de Sarmiento (Santa Paula)", según rezan las publicaciones de entonces. La empresa que lo iba a concretar apenas hizo un par de casas de pilotos que aún se conservan. Con el paso del tiempo y luego de que la municipalidad y otros edificios públicos se mudaran a ese sitio, el lugar adoptó el nombre de Villa Paula y se convirtió en la cabecera del departamento Chimbas.
Los terrenos que ocupa en la actualidad Villa Paula era un antiguo cauce de la llamada Cañada Brava, que dividía al departamento Chimbas en Norte y Sur. Tras la construcción de la Avenida Costanera Juan Domingo Peron, que actúa como dique defensa lateral, entre 1946 y 1950, no sólo que desapareció el peligro de las inundaciones ocasionadas por el río San Juan, sino que hasta la Cañada Brava.
Paulatinamente, el lugar fue urbanizándose y a mediados de la década de 1960, la Municipalidad de Chimbas cambió de domicilio y se instaló frente a la plaza de la Villa Paula. Luego se construyó un puesto policial, un centro de salud y entonces, la barriada se convirtió en la villa cabecera del departamento.

## Población
El departamento Chimbas contaba con 87,739 habitantes (Indec, 2010), de los cuales 1,157 habitantes (Indec, 2001) corresponden a Villa Paula Albarracín de Sarmiento.
87 258 habitantes (censo de 2010)

## Geografía

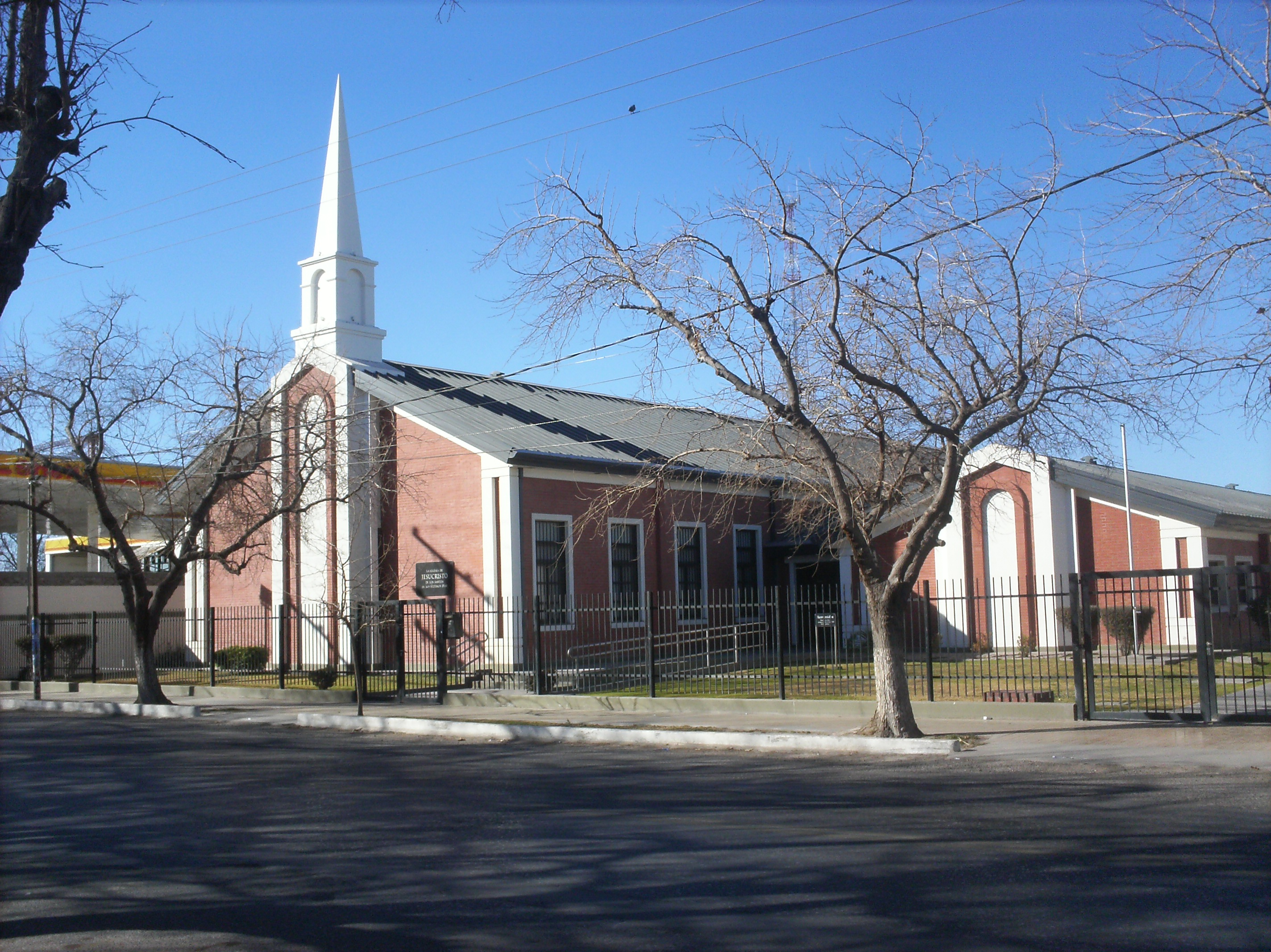
Vista de una iglesia mormona en la calle Mendoza

Chimbas o Villa Paula Albarracín de Sarmiento se encuentra ubicada en el centro norte del Valle del Tulúm (principal oasis agrícola de la provincia) a 640 m s. n. m., al norte de la ciudad de San Juan, en la parte centro norte del Departamento Chimbas, casi al margen Río San Juan.
Alrededor de la localidad se observa un paisaje urbano densamente poblado con crecimiento hacia el norte formando un ejido urbano continuo con la ciudad de San Juan, uniéndose al aglomerado del Gran San Juan. Dentro del departamento se observan fábricas e industrias muy variadas.

## Aspecto urbano
Su fisonomía es calles amplias bien trazadas y pavimentadas, con una excelente forestación que es irrigada por pequeños canales (acequias), veredas amplias con piso de mosaico y con edificios públicos de arquitectura moderna.
La ciudad se desarrolla a partir de su arteria (calle) principal la llamada calle Mendoza, en sentido norte sur, de donde se ramifican las arterias perpendiculares en sentido este oeste, formando una trama cuadrícula damero, las más importantes son la calle Rodríguez que la conecta con el distrito de El Mogote y la calle 25 de Mayo que la conecta con la parte oeste del departamento. Entre las sitios más destacados se encuentra la plaza principal, la municipalidad, la policía y la iglesia.

### Iglesia

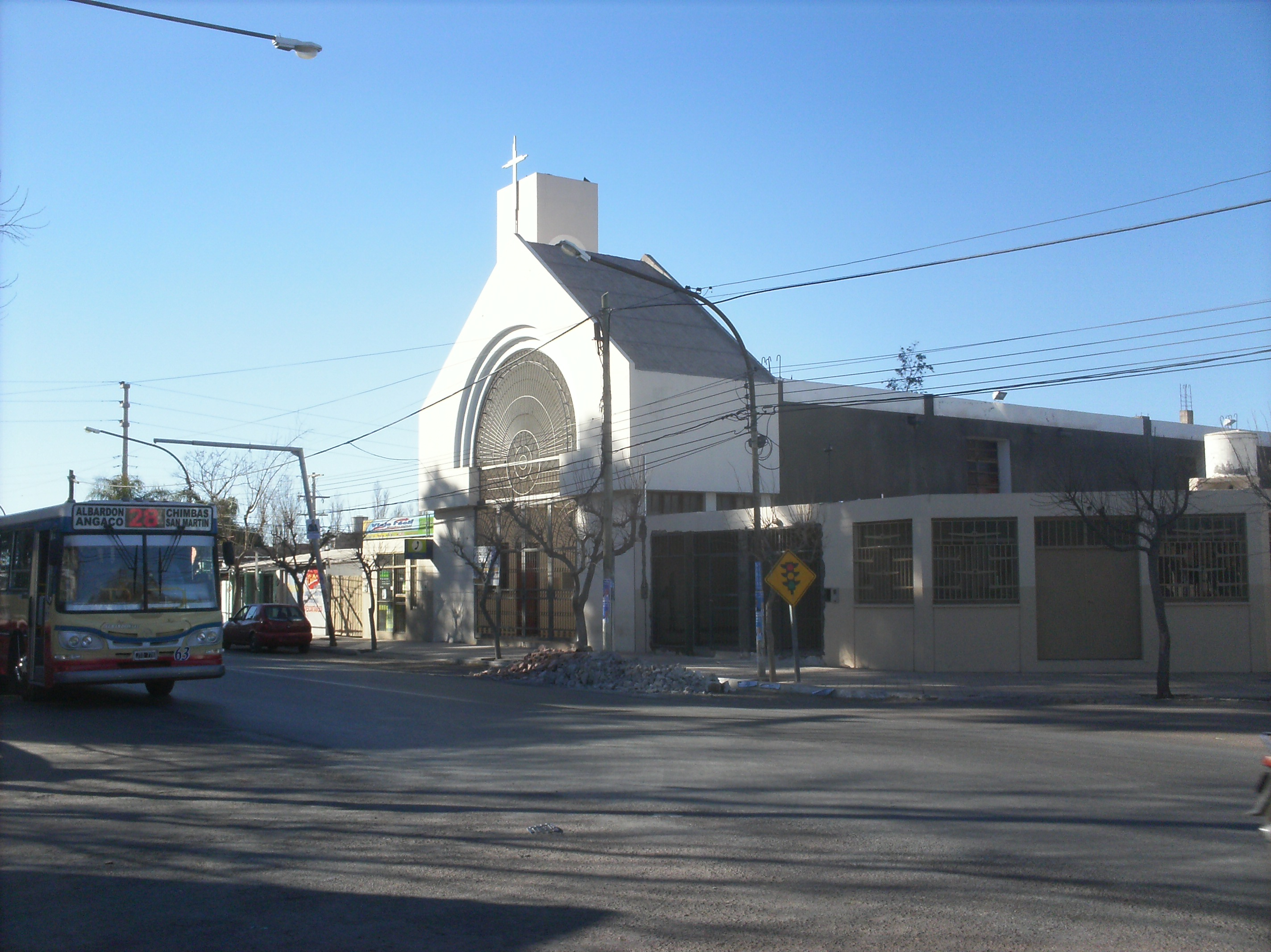
Parroquia Nuestra Señora del Rosario de Andacollo

La parroquia de Nuestra Señora del Rosario de Andacollo, ubicada frente a la plaza departamental sobre la arteria principal, posee una arquitectura moderna, un campanil que se encuentra sobre el techo de la misma y resguarda la imagen de la santa patrona del departamento, la Virgen de Andacollo.
El primer párroco de la iglesia, Monseñor Ricardo Báez Laspiur, además de llevar a cabo su labor evangelizadora, se destacó por su labor pastoral y social, contribuyendo al crecimiento del departamento con la construcción de iglesias, capillas, barrios y un colegio que lleva el nombre de la Virgen, guarderías infantiles y talleres de capacitación.

### Plaza principal
Este espacio verde posee el tamaño de una cuadra completa, está perfectamente parquizado con una excelente forestación y hay juegos infantiles variados.

### Municipalidad
Este edificio se encuentra ubicado frente a la plaza principal en la parte suroeste, posee una arquitectura contemporánea y es sede del Registro Civil.

## Transporte
El transporte público de la ciudad está formado por varias líneas de buses (colectivos), que conectan los distritos del Departamento Chimbas, barrios y villas adyacentes a la misma, con otras ciudades del Gran San Juan y con el centro de la ciudad de San Juan. También circulan centenares de taxis y remises.
Las principales arterias son calle Mendoza, calle Salta, calle Tucumán y Ruta Nacional N.º 40. Son, de hecho los principales accesos a la misma.